# Australachalcus japonicus
Australachalcus japonicus är en tvåvingeart som beskrevs av Marc Pollet och Bill P.Stark 2005. Australachalcus japonicus ingår i släktet Australachalcus och familjen styltflugor. Inga underarter finns listade i Catalogue of Life.